# Žďár nad Sázavou (distrito)
Žďár nad Sázavou é um distrito da República Checa na região de Vysočina, com uma área de 1 672 km² com uma população de 125. 07 habitantes (2002) e com uma densidade populacional de 75 hab/km².